# Dermatitis por pañal

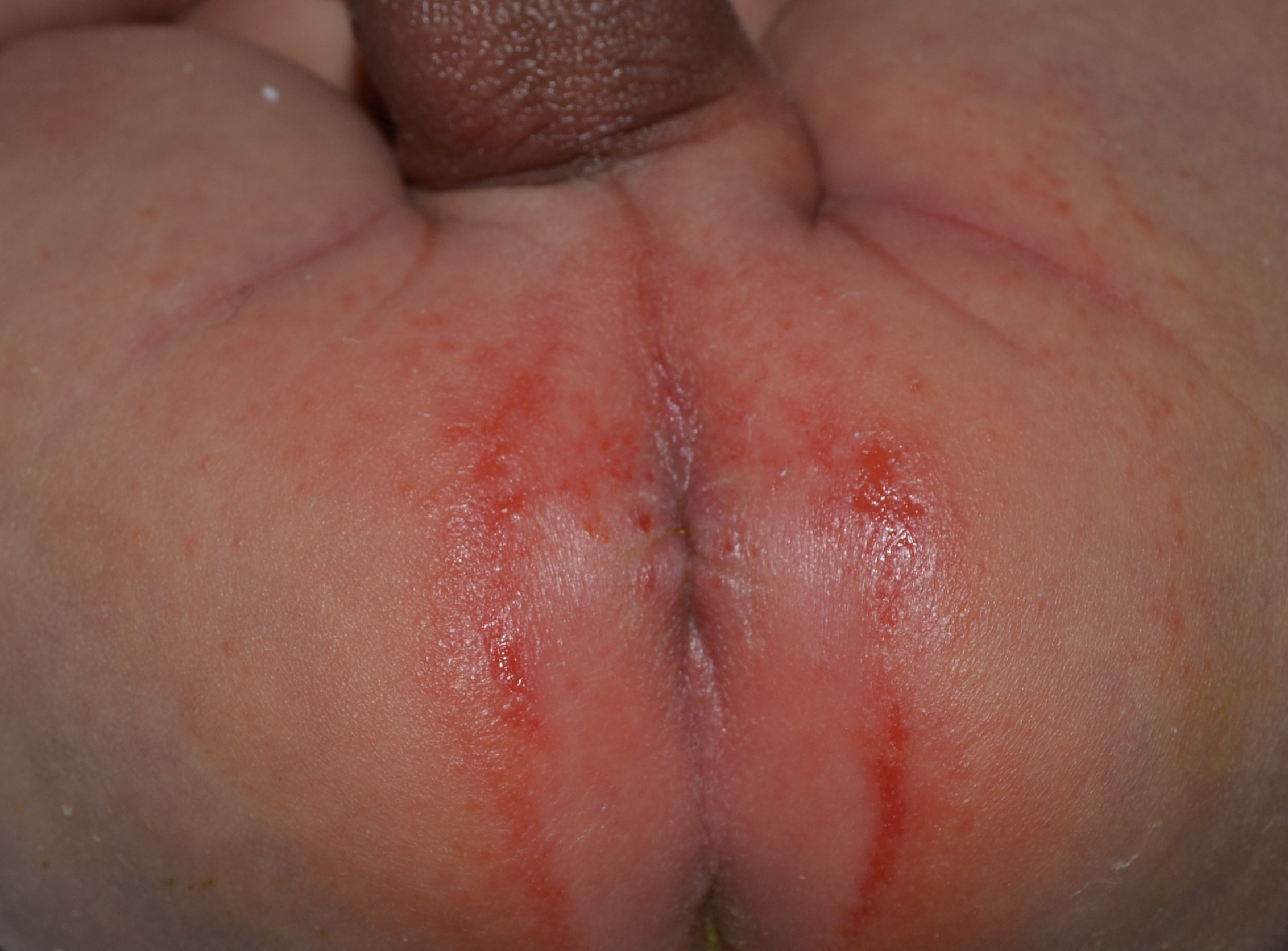
Dermatitis irritativa del pañal

La dermatitis del pañal, también denominada "pañuelo", es una afección cutánea que se desarrolla en el área por debajo del pañal de un bebé. Suele afectar a los niños de 4 a 15 meses de edad. Se caracteriza por la irritación y el enrojecimiento del área afectada, además de descamación y escozor.

## Síntomas
- Piel rojiza e hinchada en las nalgas, muslos y genitales del bebé.
- Quejidos y llantos del bebé.
- Pequeñas manchas rojas pequeñas que crecen y se mezclan con otras.

## Causas
Suele ocurrir por la falta de aseo del área afectada, también por largos períodos de uso pañal con heces fecales, por el uso de pañales muy apretados (por roce o falta de oxigenación del área), o por la sensibilidad cutánea del bebe a ciertas marcas de higiene personal. En relación con las causas potenciales de sensibilización, los niños más pequeños pueden estar propensos a reaccionar a los productos farmacéuticos tópicos y de cuidado de la piel usados.
El consumo de antibióticos también es señalado como una de las causas de la dermatitis del pañal, ya que los antibióticos eliminan las bacterias que hacen daño al cuerpo, pero también aquellas que funcionan como cuerpo de defensa (anticuerpos) que detienen el crecimiento de agente extraños y nocivos para el bebé.

## Tratamiento
Se debe mantener el área afectada (en este caso la piel del bebé, lo más seca posible; evitando que los pañales o indumentaria que esté utilizando, se encuentre muy ajustada ya que esto no permite la circulación del aire fresco. También se debe cambiar el pañal del bebé inmediatámente después de una deposición de heces u orina, para evitar que la humedad impida la curación del área en cuidado.
Para proteger y evitar de la humedad, pueden aplicarse cremas con óxido de zinc o de vaselina, las cuales deben ser aplicadas después de cada cambio de pañal, para mantener la zona con la menor humedad posible.